# DDR-Meisterschaft im Straßenrennen der Frauen 1966
Die DDR-Meisterschaft im Straßenrennen der Frauen 1966 fand am 24. Juli in Hohenstein-Ernstthal im heutigen Landkreis Zwickau auf dem Sachsenring statt und wurde als Eintagesrennen ausgetragen. Siegerin wurde Hannelore Mattig.

## Strecke
Das Straßenradrennen führte über fünf Runden und eine Distanz von 52 Kilometer. Es war die 11. Austragung der Meisterschaft.

## Rennverlauf
21 Radrennfahrerinnen aus den Betriebssportgemeinschaften (BSG) und den Sportclubs der DDR waren am Start. Insbesondere die Steigungen zum Queckenberg und zum Badberg sorgte für teilweise große Zeitabstände. Nach der ersten Runde bildeten sieben Fahrerinnen die Spitze, die im Verlauf des Rennens auf drei Fahrerinnen schrumpfte. Den langen Zielsprint gewann Hannelore Mattig deutlich. 13 Sportlerinnen erreichten das Ziel.

## Ergebnis
|    | Fahrerin         | Verein                 | Zeit (h)       |
| -- | ---------------- | ---------------------- | -------------- |
| 1. | Hannelore Mattig | TSC Berlin             | 1:40:02        |
| 2. | Ilka List        | SC Karl-Marx-Stadt     | + 0:03 Minuten |
| 3. | Eva Nürnberger   | BSG Motor Thurm        | + 0:05 Minuten |
| 4. | Christa Moser    | Dynamo Karl-Marx-Stadt | + 0:35 Minuten |
| 5. | Jutta Jänicke    | TSC Berlin             | + 0:35 Minuten |
| …  |                  |                        |                |

## Weblink
- DDR-Meisterschaft der Frauen im Straßenradsport in der Datenbank von Radsportseiten.com